# معين أباد (قهاب رستاق)
معین أباد (بالفارسية: معین‌آباد) هي مستوطنة تقع في إيران في قسم قهاب رستاق الريفي. يقدر عدد سكانها بـ 62 نسمة بحسب إحصاء 2016.